# Giovanni Battista Sacchetti
Giovanni Battista Sacchetti, també conegut com a Joan Baptista Sacchetti o simplement Sachetti (Torí, 1690 - Roma, 1764) fou un arquitecte italià.
Deixeble de Filippo Juvara, va arribar a Espanya el 1736 per treballar al  Palau de La Granja de Sant Ildefons, però poc després va ser cridat pel rei Felip V d'Espanya a la cort, per continuar amb les obres del Palau Reial després de la mort de Juvara. Per aquest motiu, va ser nomenat mestre major de les obres reals, càrrec que va ocupar entre 1736 i 1760. També va ocupar el càrrec de director de la Reial Acadèmia de Belles Arts de San Fernando i mestre major d'obres de la Villa de Madrid, des de 1742 fins al 1760, data en què és destituït per Carles III d'Espanya.
En aquests anys, va emprendre la reforma del Teatre del Príncep i el Teatre de la Creu. Entre els seus projectes estan també la Catedral de l'Almudena, el viaducte del carrer de Bailén i el Convent de les Saleses Reials, cap dels quals va arribar a desenvolupar mai. Va morir a Madrid el 1764.
Al fons del Museu Nacional d'Art de Catalunya es conserva un esbós seu de les façana de l'actual Teatro Español de Madrid, provinent de la col·lecció de Raimon Casellas.